# ایمن آژیل

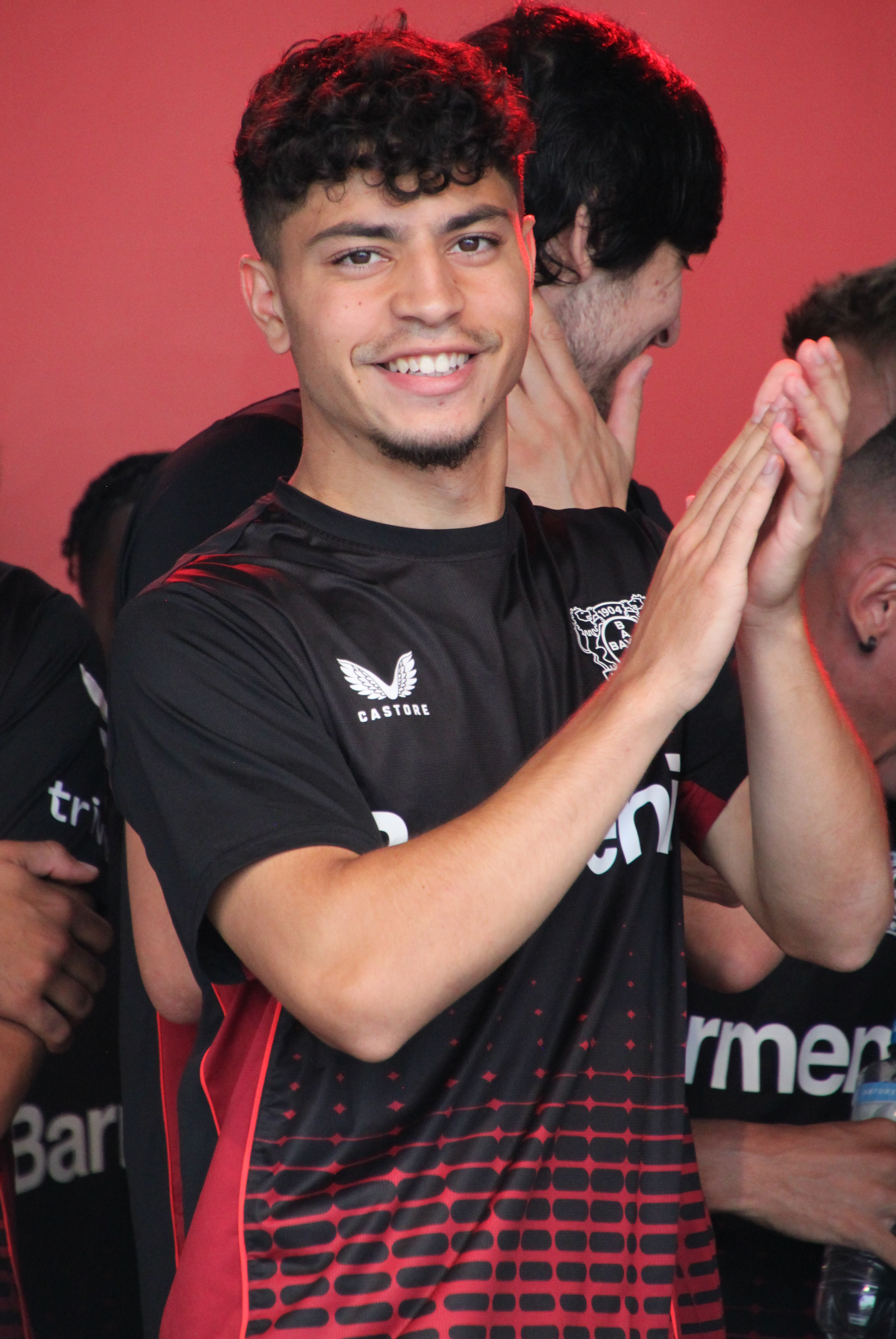
ایمن آژیل در سال ۲۰۲۲

ایمن آژیل (انگلیسی: Ayman Azhil؛ زادهٔ ۱۰ آوریل ۲۰۰۱) بازیکن فوتبال اهل آلمان است.